# Grasshopper Club Zürich 2000-2001
Questa voce raccoglie le informazioni riguardanti il Grasshopper Club Zürich nelle competizioni ufficiali della stagione 2000-2001.

## Stagione
Nella stagione 2000-2001 il Grasshoppers, allenato da Hans-Peter Zaugg, concluse il campionato di Lega Nazionale A al 3º posto. Il Grasshoppers concluse il girone di play-off al 1º posto e si laureò Campione di Svizzera.

## Rosa
| N. |                          | Ruolo | Calciatore         |
| -- | ------------------------ | ----- | ------------------ |
| 1  | Svizzera (bandiera)      | P     | Stefan Huber       |
| 3  | Svizzera (bandiera)      | D     | Bruno Berner       |
| 4  | Svizzera (bandiera)      | D     | Luca Denicolá      |
| 5  | Svizzera (bandiera)      | D     | Marc Hodel         |
| 6  | Svizzera (bandiera)      | D     | Boris Smiljanić    |
| 7  | Romania (bandiera)       | C     | Mihai Tararache    |
| 9  | Svizzera (bandiera)      | A     | Stéphane Chapuisat |
| 10 | Croazia (bandiera)       | C     | Mate Baturina      |
| 11 | Svizzera (bandiera)      | C     | Andres Gerber      |
| 14 | Svizzera (bandiera)      | D     | Roland Schwegler   |
| 15 | Svizzera (bandiera)      | C     | Ricardo Cabanas    |
| 18 | Liechtenstein (bandiera) | P     | Peter Jehle        |
| 19 | Croazia (bandiera)       | A     | Mladen Petrić      |

| N. |                      | Ruolo | Calciatore         |
| -- | -------------------- | ----- | ------------------ |
| 20 | Italia (bandiera)    | C     | Luca Ippoliti      |
| 24 | Haiti (bandiera)     | D     | Kim Jaggy          |
| 25 | Uruguay (bandiera)   | C     | Richard Núñez      |
| 2  | Svizzera (bandiera)  | D     | Bernt Haas         |
| 16 | Svizzera (bandiera)  | D     | Reto Zanni         |
| 8  | Senegal (bandiera)   | C     | Papa Bouba Diop    |
| 29 | Sudafrica (bandiera) | C     | Stanton Fredericks |
| 23 | Svizzera (bandiera)  | C     | Daniel Joller      |
| 17 | Svizzera (bandiera)  | C     | Elvir Melunovic    |
| 24 | Svizzera (bandiera)  | A     | Rainer Bieli       |
| 22 | Senegal (bandiera)   | A     | Henri Camara       |
| 26 | Svizzera (bandiera)  | A     | Vincenzo Zinna     |

## Organigramma societario
Area tecnica
- Allenatore: Hans-Peter Zaugg
- Allenatore in seconda: Maurizio Jacobacci
- Preparatore dei portieri:
- Preparatori atletici:

## Calciomercato

### Sessione estiva
| Acquisti | Acquisti | Acquisti | Acquisti |
| R.       | Nome     | da       | Modalità |
| -------- | -------- | -------- | -------- |

| Cessioni | Cessioni | Cessioni | Cessioni |
| R.       | Nome     | a        | Modalità |
| -------- | -------- | -------- | -------- |

### Sessione invernale
| Acquisti | Acquisti | Acquisti | Acquisti |
| R.       | Nome     | da       | Modalità |
| -------- | -------- | -------- | -------- |

| Cessioni | Cessioni | Cessioni | Cessioni |
| R.       | Nome     | a        | Modalità |
| -------- | -------- | -------- | -------- |

## Risultati

### Lega Nazionale A

#### andata
| Arbitro: | Busacca |

|                             |           |  |
| Ekoku 6’, 52’ Smiljanić 77’ | Marcatori |  |

| Arbitro: | Schluchter |

|             |           |  |
| Enílton 24’ | Marcatori |  |

| Arbitro: | Nobs |

|                                                                            |           |  |
| Esposito 26’ Melunovic 43’ Cabanas 59’ (rig.) Smiljanić 62’ Yakın 82’, 84’ | Marcatori |  |

| Arbitro: | Stuchlik |

|                  |           |  |
| Zanni 49’ (aut.) | Marcatori |  |

| Arbitro: | Meier |

|                                             |           |  |
| Yakın 43’, 49’ Cabanas 52’ (rig.) Ekoku 88’ | Marcatori |  |

| Arbitro: | Wildhaber |

|            |           |            |
| Cabanas 5’ | Marcatori | 56’ Lonfat |

| Arbitro: | Petignat |

|                 |           |                                      |
| Gohouri 2’, 54’ | Marcatori | 43’ Cabanas 87’ Petrić 88’ Smiljanić |

| Arbitro: | Schluchter |

|  |           |                             |
|  | Marcatori | 29’, 82’ Giménez 58’ Biaggi |

| Arbitro: | Meier |

|           |           |  |
| Amoah 64’ | Marcatori |  |

| Arbitro: | Leuba |

|                                                         |           |  |
| Chapuisat 38’, 56’, 58’ Gerber 49’ Zanni 73’ Petrić 81’ | Marcatori |  |

| Arbitro: | Rogalla |

|              |           |            |
| Bartlett 57’ | Marcatori | 50’ Petrić |

#### ritorno
| Arbitro: | Bertolini |

|  |           |                         |
|  | Marcatori | 31’ Chapuisat 63’ Yakın |

| Arbitro: | Beck |

|                                                                |           |  |
| Yakın 2’ Cabanas 31’ Schwegler 47’ Chapuisat 50’ Melunovic 86’ | Marcatori |  |

| Arbitro: | Circhetta |

|          |           |                              |
| Diop 42’ | Marcatori | 12’ Yakın 50’, 85’ Chapuisat |

| Arbitro: | Leuba |

|           |           |                       |
| Yakın 31’ | Marcatori | 15’ Tholot 27’ Varela |

| Arbitro: | Etter |

|                            |           |                           |
| Wyss 18’ (rig.) Kehrli 52’ | Marcatori | 51’, 75’ Petrić 70’ Yakın |

| Arbitro: | Meier |

|                                   |           |          |
| Pizzinat 6’ Lonfat 40’ Petrov 55’ | Marcatori | 74’ Haas |

| Arbitro: | Rutz |

|           |           |  |
| Bieli 60’ | Marcatori |  |

| Arbitro: | Beck |

|                         |           |  |
| Bastida 13’ Giménez 15’ | Marcatori |  |

| Arbitro: | Schluchter |

|               |           |           |
| Chapuisat 74’ | Marcatori | 77’ Santo |

| Arbitro: | Schoch |

|           |           |                                     |
| Degen 46’ | Marcatori | 29’, 51’ (rig.) Chapuisat 49’ Yakın |

| Arbitro: | Busacca |

|                                |           |                                            |
| Chapuisat 70’ (rig.) Bieli 83’ | Marcatori | 15’, 45’ (rig.) Kavelashvili 73’ Jamarauli |

### Play-off

#### andata
| Arbitro: | Meier |

|                     |           |             |
| Diop 49’ Camara 69’ | Marcatori | 34’ Contini |

| Zurigo 11 marzo 2001, ore 16:15 CET 3ª giornata | Grasshoppers | 0 – 0 referto | Basilea | Hardturm (11 100 spett.)\| Arbitro: \| Meier \| |
| Arbitro:                                        | Meier        |               |         |                                                 |

| Arbitro: | Leuba |

|                      |           |  |
| Poueys 8’ M'Futi 44’ | Marcatori |  |

| Arbitro: | Bertolini |

|  |           |             |
|  | Marcatori | 58’ Cabanas |

| Lugano 31 marzo 2001, ore 14:30 CEST 5ª giornata | Lugano | 0 – 0 referto | Grasshoppers | Stadio di Cornaredo (5 200 spett.)\| Arbitro: \| Meier \| |
| Arbitro:                                         | Meier  |               |              |                                                           |

| Arbitro: | Schüttengruber |

|                                         |           |  |
| Chapuisat 25’, 37’ Núñez 35’ Gerber 74’ | Marcatori |  |

| Arbitro: | Beck |

|            |           |  |
| Thurre 86’ | Marcatori |  |

#### ritorno
| Arbitro: | Leuba |

|                                                 |           |                                     |
| Baturina 8’ Núñez 21’ Chapuisat 49’, 81’ (rig.) | Marcatori | 59’ Petrov 66’ Lachor 90’ Obradović |

| Arbitro: | Nobs |

|            |           |                               |
| Karlen 55’ | Marcatori | 9’, 14’ (rig.), 46’ Chapuisat |

| Arbitro: | Schluchter |

|             |           |            |
| Cabanas 76’ | Marcatori | 55’ Magnin |

| Arbitro: | Meier |

|                                |           |                               |
| Núñez 15’, 57’, 90’ Camara 38’ | Marcatori | 44’ Bühlmann 79’ Kavelashvili |

| Arbitro: | Beck |

|                        |           |                                  |
| Tum 21’ Magro 62’, 75’ | Marcatori | 10’ Cabanas 90’ Núñez 90’ Camara |

| Arbitro: | Rutz |

|                               |           |  |
| Chapuisat 20’, 68’ Berner 48’ | Marcatori |  |

| Arbitro: | Meier |

|  |           |                                  |
|  | Marcatori | 2’, 45’, 68’ Núñez 84’ Chapuisat |

## Statistiche

### Statistiche di squadra
| Competizione     | Punti | In casa | In casa | In casa | In casa | In casa | In casa | In trasferta | In trasferta | In trasferta | In trasferta | In trasferta | In trasferta | Totale | Totale | Totale | Totale | Totale | Totale | DR  |
| Competizione     | Punti | G       | V       | N       | P       | Gf      | Gs      | G            | V            | N            | P            | Gf           | Gs           | G      | V      | N      | P      | Gf     | Gs     | DR  |
| ---------------- | ----- | ------- | ------- | ------- | ------- | ------- | ------- | ------------ | ------------ | ------------ | ------------ | ------------ | ------------ | ------ | ------ | ------ | ------ | ------ | ------ | --- |
| Lega Nazionale A | 36    | 11      | 6       | 2       | 3       | 30      | 10      | 11           | 5            | 1            | 5            | 16           | 15           | 22     | 11     | 3      | 8      | 46     | 25     | +21 |
| Play-off         | -     | 7       | 5       | 2       | 0       | 18      | 7       | 7            | 3            | 2            | 2            | 11           | 7            | 14     | 8      | 4      | 2      | 29     | 14     | +15 |
| Totale           | 36    | 18      | 11      | 4       | 3       | 48      | 17      | 18           | 8            | 3            | 7            | 27           | 22           | 36     | 19     | 7      | 10     | 75     | 39     | +36 |

### Andamento in campionato
| Giornata  | 1 | 2 | 3 | 4 | 5 | 6 | 7 | 8 | 9 | 10 | 11 | 12 | 13 | 14 | 15 | 16 | 17 | 18 | 19 | 20 | 21 | 22 |
| --------- | - | - | - | - | - | - | - | - | - | -- | -- | -- | -- | -- | -- | -- | -- | -- | -- | -- | -- | -- |
| Luogo     | C | T | C | T | C | C | T | C | T | C  | T  | T  | C  | T  | C  | T  | T  | C  | T  | C  | T  | C  |
| Risultato | V | P | V | P | V | N | V | P | P | V  | N  | V  | V  | V  | P  | V  | P  | V  | P  | N  | V  | P  |
| Posizione | 2 | 3 | 2 | 6 | 4 | 3 | 3 | 4 | 5 | 4  | 4  | 3  | 3  | 2  | 3  | 3  | 3  | 3  | 3  | 4  | 3  | 3  |

Legenda:

Luogo: C = Casa; T = Trasferta. Risultato: V = Vittoria; N = Pareggio; P = Sconfitta.

### Statistiche dei giocatori
| M. Baturina   | 12 | 1  | 1 | 0 |
| P. Baumann    | 11 | 0  | 2 | 0 |
| B. Berner     | 16 | 0  | 5 | 0 |
| R. Bieli      | 17 | 2  | 0 | 0 |
| R. Cabanas    | 16 | 5  | 3 | 0 |
| H. Camara     | 11 | 3  | 2 | 0 |
| S. Chapuisat  | 12 | 11 | 1 | 0 |
| L. Denicolá   | 13 | 0  | 0 | 0 |
| P. Diop       | 11 | 1  | 6 | 0 |
| E. Ekoku      | 7  | 3  | 0 | 0 |
| A. Esposito   | 18 | 1  | 8 | 0 |
| S. Fredericks | 6  | 0  | 0 | 0 |
| A. Gerber     | 21 | 1  | 0 | 0 |
| B. Haas       | 12 | 1  | 2 | 1 |
| M. Hodel      | 9  | 0  | 2 | 0 |
| S. Huber      | 21 | 0  | 1 | 1 |
| L. Ippoliti   | 11 | 0  | 3 | 0 |
| K. Jaggy      | 0  | 0  | 0 | 0 |
| P. Jehle      | 2  | 0  | 0 | 0 |
| D. Joller     | 0  | 0  | 0 | 0 |
| E. Melunovic  | 17 | 2  | 3 | 0 |
| R. Núñez      | 9  | 9  | 0 | 0 |
| J. Obiorah    | 0  | 0  | 0 | 0 |
| M. Petrić     | 16 | 5  | 2 | 0 |
| R. Schwegler  | 16 | 1  | 2 | 2 |
| B. Smiljanić  | 20 | 3  | 4 | 1 |
| M. Tararache  | 17 | 0  | 4 | 0 |
| H. Yakın      | 19 | 10 | 6 | 0 |
| R. Zanni      | 16 | 1  | 2 | 0 |
| V. Zinna      | 0  | 0  | 0 | 0 |